# 氷川神社 (新座市馬場)
氷川神社（ひかわじんじゃ）は、埼玉県新座市の神社。地名を冠して馬場氷川神社（ばばひかわじんじゃ）とも称される。

## 歴史
創建年代は不明である。ただ周辺には法台寺や蓮光寺があり、特に1392年（明徳3年）に開山の蓮光寺は当初の別当寺だったことから、その頃に創建されたものと推測される。
かつて蓮光寺は当社に隣接していたが、いつしか現在地に移転し、別当寺の地位も「円光院」に譲ったという。円光院は同市畑中にある東福寺の末寺であったが、現在は廃寺となっている。

## 交通アクセス
- 路線バス新座高校停留所より徒歩10分。